# Лесная (платформа, Краснодарский край)
Лесна́я — платформа Северо-Кавказской железной дороги РЖД, расположена в микрорайоне Нижняя Хобза Лазаревского района города Сочи, Краснодарский край, Россия.
Расположена в микрорайоне Нижняя Хобза города Сочи. Открыта в 1918 году.
Грузовые и пассажирские операции на платформе не производятся. Остановка пригородных электропоездов.